# كامبيوس
بلدية كامبيوس (بالإسبانية: Campillos) هي بلدية تقع في مقاطعة مالقة التابعة لمنطقة أندلوسيا جنوب إسبانيا.

## الديموغرافيا
بلغ عدد سكان بلدية كامبيوس 8.707 نسمة عام 2011 (وفقاً للمعهد الوطني الإسباني للإحصاء).
| 7.737 | 7.633 | 7.764 | 8.066 | 8.330 | 8.658 | 8.707 |